# Štipoklasy (Plánice)
Štipoklasy jsou vesnice, část města Plánice v okrese Klatovy v Plzeňském kraji. Nachází se asi 4,5 kilometru východně od Plánice. Štipoklasy leží v katastrálním území Štipoklasy u Lovčic o rozloze 5,22 km².

## Historie
První písemná zmínka o vesnici pochází z roku 1558.

## Obyvatelstvo
| Rok            | 1869 | 1880 | 1890 | 1900 | 1910 | 1921 | 1930 | 1950 | 1961 | 1970 | 1980 | 1991 | 2001 | 2011 | 2021 |
| -------------- | ---- | ---- | ---- | ---- | ---- | ---- | ---- | ---- | ---- | ---- | ---- | ---- | ---- | ---- | ---- |
| Počet obyvatel | 372  | 403  | 353  | 326  | 362  | 323  | 322  | 241  | 236  | 186  | 141  | 105  | 98   | 87   | 105  |
| Počet domů     | 46   | 54   | 54   | 56   | 57   | 55   | 64   | 68   | 60   | 58   | 48   | 59   | 62   | 63   | 64   |

## Obecní správa
Při sčítání lidu v letech 1850–1960 Štipoklasy byly samostatnou obcí, se kterým patřily nejprve do okresu Klatovy, ale v roce 1950 v okrese Horažďovice. V letech 1961–1979 byly částí obce Lovčice v okrese Klatovy. Od 1. ledna 1980 jsou částí města Plánice v okrese Klatovy. V letech 1850–1879 k obci patřily Loužná a Nehodiv.

## Fotogalerie

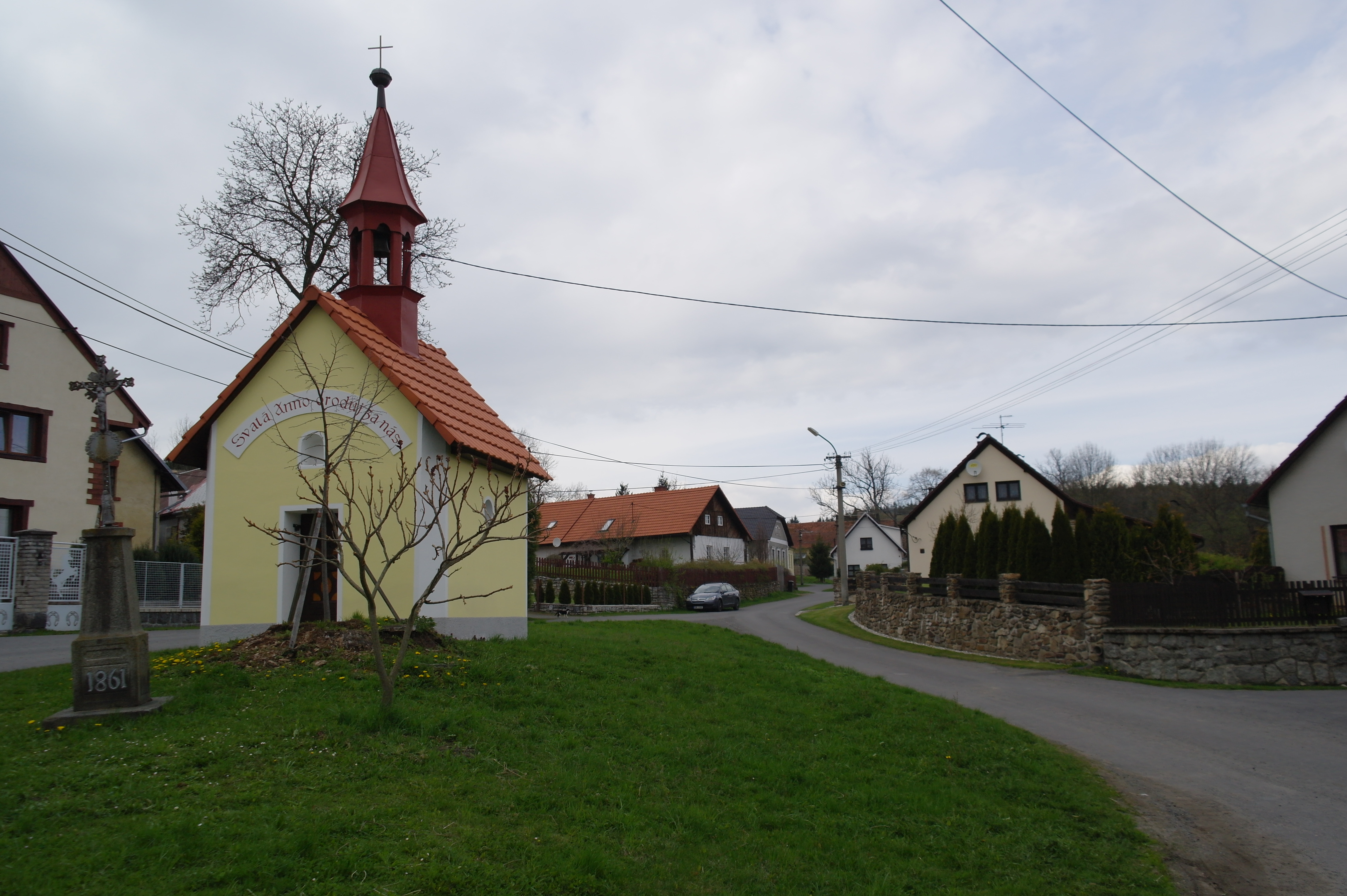
Náves s kaplí a křížem
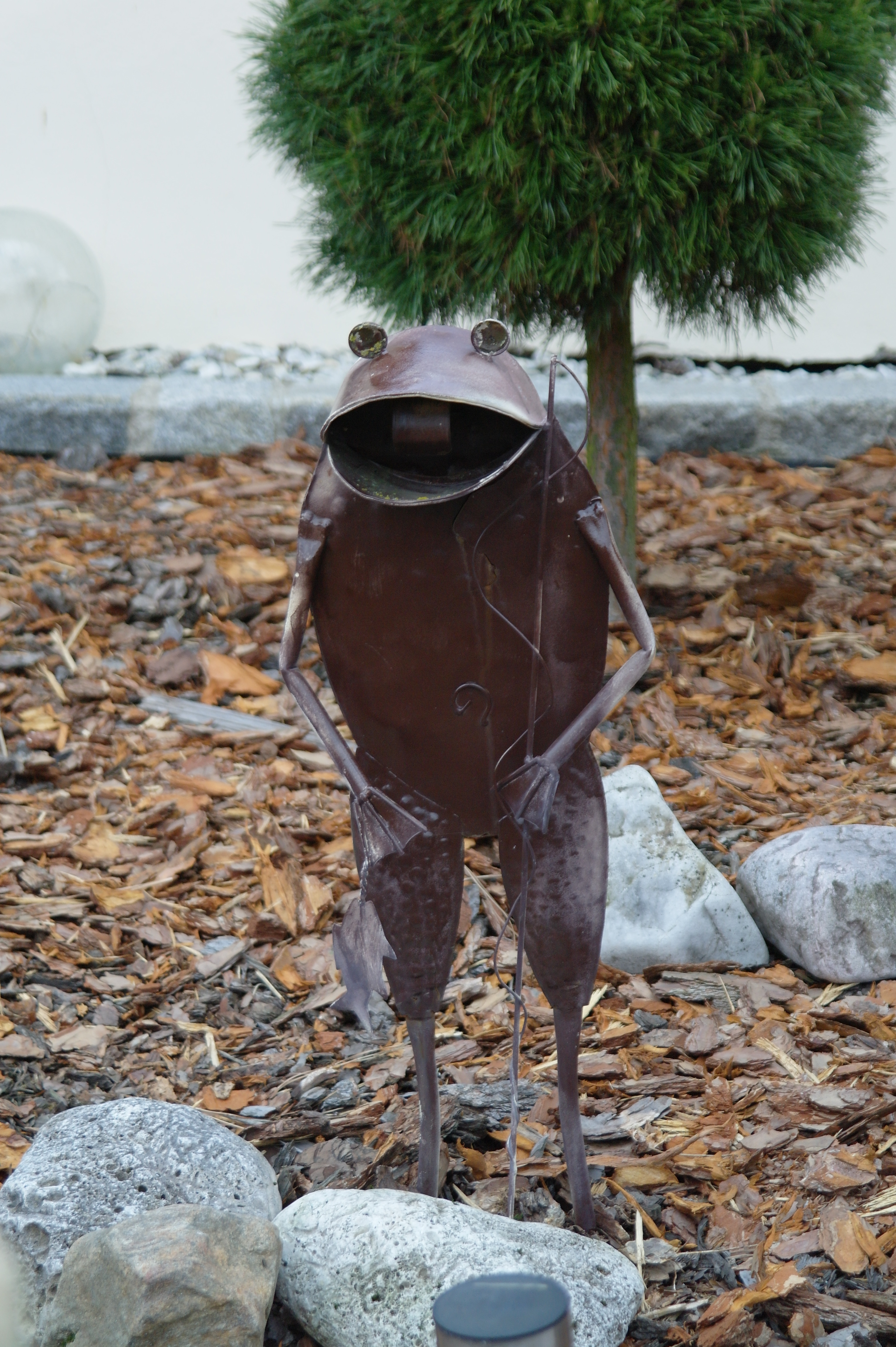
Soška žabáka
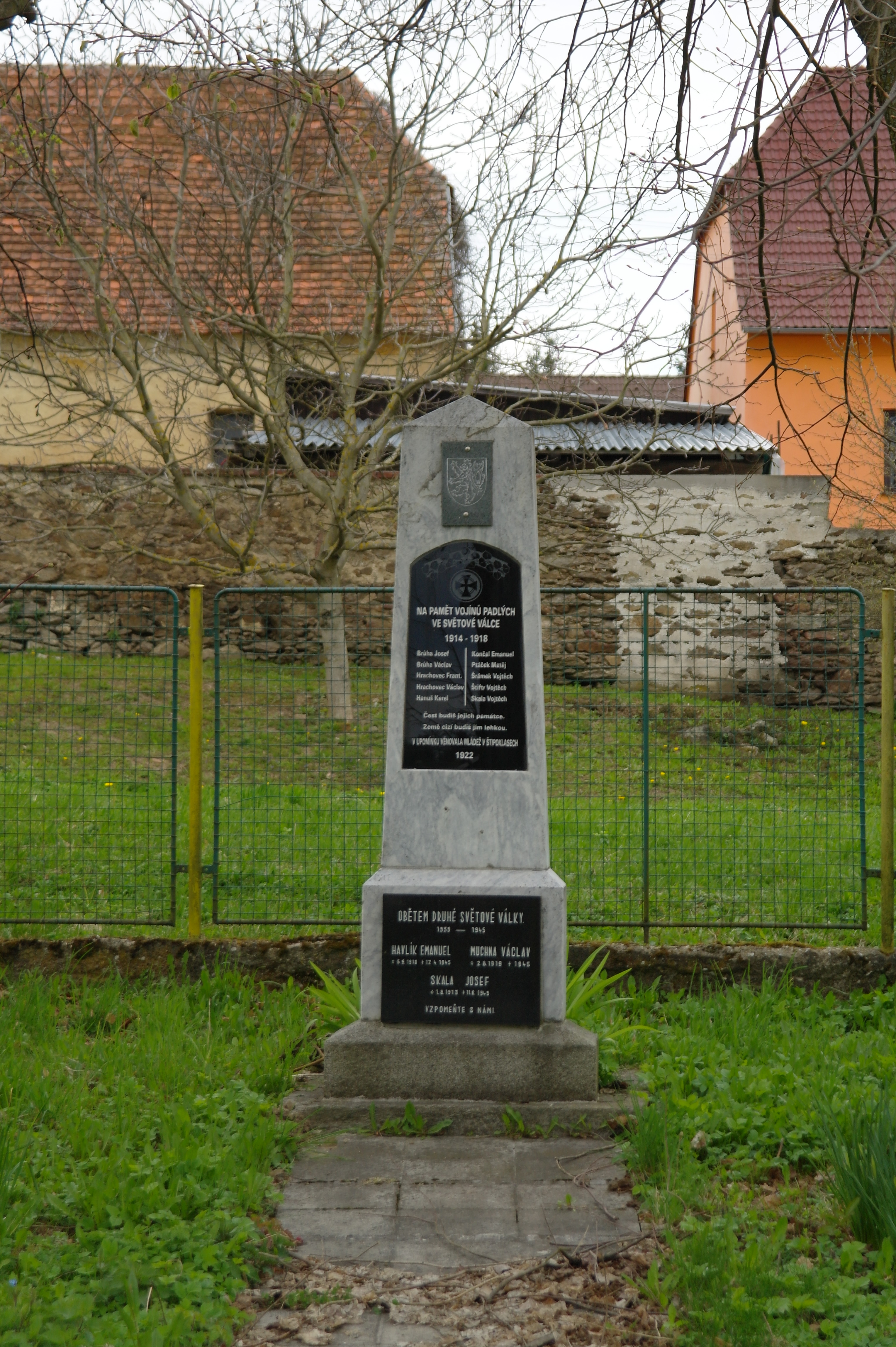
Pomník padlým